# Autoblindo 43
Autoblindo 43 (AB 43) — włoski samochód pancerny, wersja rozwojowa Autoblinda 41.
W porównaniu z Autoblindo 41 otrzymał znacznie silniejsze uzbrojenie (armata 47 mm zamiast działka 20 mm), opancerzenie oraz mocniejszy silnik.  Wyprodukowano zaledwie kilkanaście egzemplarzy przed kapitulacją Włoch, pojazdy te wzięły udział w walkach wyłącznie na froncie włoskim.